# 西域彎貝介
西域彎貝介（学名：Loxoconcha hsiyü）为彎貝介科彎貝介屬下的一个种。